# Kindertopf

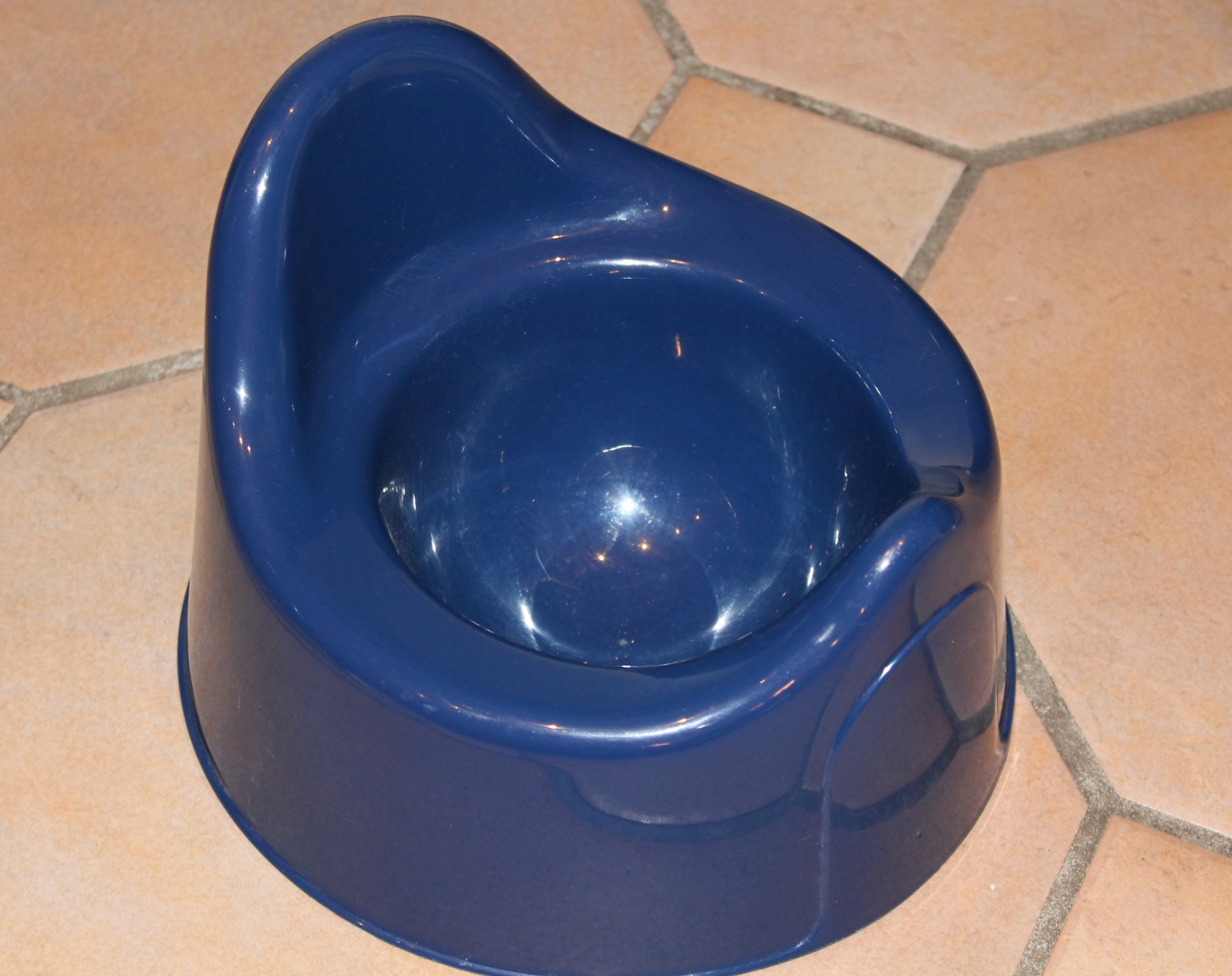
Kindertöpfchen

Der Kindertopf oder diminutiv das Kindertöpfchen beziehungsweise gewöhnlich kurz Töpfchen, schweizerisch Hafen (kindersprachlich Häfi, Häfeli), wird von Kleinkindern verwendet, um den Übergang von der Windel zur Toilette der Erwachsenen zu erlernen. Im Unterschied zum Nachttopf erlaubt der Kindertopf durch breite Ränder ein bequemes Sitzen. Es gibt eine große Formen- und Produktvielfalt, den meisten Modellen gemeinsam ist ein nach oben gezogener Spritzschutz auf der Vorderseite. Manche Modelle haben eine kleine Rückenlehne. Hergestellt werden Kindertöpfe meist aus bruchsicherem Kunststoff, z. B. aus Polypropylen. Weitere Merkmale sind Kippsicherheit und abgerundete Ecken und Kanten, die die Reinigung erleichtern. Um die Akzeptanz zu erhöhen, sind viele Modelle in Bezug auf Farb- und Formgebung kindgerecht ausgeführt.
Für Kleinkinder ist das Erlernen der Benutzung eines Töpfchens der erste Schritt bei der Sauberkeitserziehung.